# Lista de cascatas de Portugal
Nas tabelas contidas nesta página encontram-se maioritariamente as cascatas presentes em Portugal, divididas por NUTS, localização, altura e área protegida.
Uma cascata é uma formação geomorfológica na qual um curso de água corre por cima de uma rocha de composição resistente à erosão, formando degraus com desnível acentuado. A queda de água ocorre desde uma massa de rochas de inclinação irregular, no sentido vertical, com a qual a água desliza sobre uma série de declives acidentados.
A NUTS (Nomenclatura das Unidades Territoriais para Fins Estatísticos) é um padrão de geocódigo para referenciar as subdivisões de países para fins estatísticos desenvolvido e regulado pela União Europeia.
Em Portugal, as unidades territoriais foram definidas do seguinte modo pelo Decreto-Lei n.º 46/89:
- NUTS I - constituído por três unidades, correspondentes ao território do continente e de cada uma das Regiões Autónomas dos Açores e da Madeira;[14]
- NUTS II - constituído por sete unidades, as regiões, das quais cinco no continente e os territórios das Regiões Autónomas dos Açores e da Madeira;[13]
- NUTS III - constituído por 25 unidades, as sub-regiões, das quais 23 no continente e 2 nas Regiões Autónomas dos Açores e da Madeira, e correspondem as Entidades Intermunicipais.[14]

As áreas protegidas são locais delimitados e geridos que se destinam à preservação de um conjunto representativo dos principais ecossistemas ou regiões naturais de um território e de áreas ou elementos naturais de singular valor científico, cultural, educativo, estético, paisagístico ou recreativo.
Em Portugal existem vários tipos de área protegida:
- Parque nacional
- Parque natural
- Reserva natural
- Monumento natural
- Paisagem protegida
- Área Protegida Privada
- Outras AP classificadas (Sítios Classificados de Importância Comunitária ou Rede Natura 2000)

| NUTS II | NUTS III | Rede Nacional de Áreas Protegidas (RNAP) |

## Portugal Continental
No continente português os sítios protegidos, para além de inclusos na Rede Natura 2000, encontram-se na Rede Nacional de Áreas Protegidas (RNAP), estabelecida pelo Decreto-Lei n.º 142/2008, que atualmente inclui 32 áreas de âmbito nacional, 14 de âmbito regional ou local e uma de âmbito privado.
| NUTS II                      | NUTS III                     | Distrito         | Nome                                               | Localização                                                           | Altura    | Área Protegida RNAP / Natura 2000 | Imagem | Ref.                               |
| ---------------------------- | ---------------------------- | ---------------- | -------------------------------------------------- | --------------------------------------------------------------------- | --------- | --------------------------------- | ------ | ---------------------------------- |
| Norte                        | Alto Minho                   | Viana do Castelo | Cascata da Ferida Má (Cascata do Pincho)           | Montaria, Viana do Castelo 41° 47′ 44,01″ N, 8° 45′ 18,46″ O          | >10 m     | Serra de Arga                     |        | [ 19 ] [ 20 ] [ 21 ]               |
| Norte                        | Alto Minho                   | Viana do Castelo | Cascata de Fervença                                | Boivães e Grovelas, Ponte da Barca                                    | 20 m      | Rio Lima                          |        | [ 22 ] [ 23 ]                      |
| Norte                        | Alto Minho                   | Viana do Castelo | Cascata do Laboreiro                               | Castro Laboreiro, Melgaço 42° 01′ 48,7″ N, 8° 09′ 21,2″ O             | Sem dados | PNPG                              |        | [ 24 ] [ 25 ]                      |
| Norte                        | Alto Minho                   | Viana do Castelo | Cascata da Peneda                                  | Gavieira, Arcos de Valdevez 41° 58′ 28,6″ N, 8° 13′ 23,6″ O           | 30 m      | PNPG                              |        | [ 25 ] [ 26 ]                      |
| Norte                        | Alto Minho                   | Viana do Castelo | Cascatas do Poço Negro                             | Soajo, Arcos de Valdevez 43° 22′ 09″ N, 8° 50′ 53,94″ O               | Sem dados | PNPG                              |        | [ 20 ] [ 27 ] [ 28 ]               |
| Norte                        | Cávado                       | Braga            | Cascata do Arado                                   | Vilar de Veiga, Terras de Bouro 41° 44′ 25″ N, 8° 07′ 47″ O           | 15 m      | PNPG                              |        | [ 24 ] [ 29 ] [ 25 ] [ 30 ] [ 31 ] |
| Norte                        | Cávado                       | Braga            | Cascatas de Fecha de Barjas (Cascatas do Tahiti)   | Vilar de Veiga, Terras de Bouro 41° 42′ 14″ N, 8° 06′ 35″ O           | Sem dados | PNPG                              |        | [ 24 ] [ 29 ] [ 31 ] [ 32 ] [ 33 ] |
| Norte                        | Cávado                       | Braga            | Cascata da Laja                                    | Vilar de Veiga, Terras de Bouro 41° 45′ 15,52″ N, 8° 09′ 01,31″ O     | Sem dados | PNPG                              |        | [ 25 ] [ 34 ] [ 35 ]               |
| Norte                        | Cávado                       | Braga            | Cascata de Leonte                                  | Vilar de Veiga, Terras de Bouro 41° 45′ 15,52″ N, 8° 09′ 01,31″ O     | 19 m      | PNPG                              |        | [ 25 ] [ 36 ]                      |
| Norte                        | Cávado                       | Braga            | Cascata da Portela do Homem (Cascata de S. Miguel) | Campos do Gerês, Terras de Bouro 41° 48′ 13,1″ N, 8° 07′ 41,5″ O      | Sem dados | PNPG                              |        | [ 25 ] [ 31 ] [ 33 ] [ 37 ]        |
| Norte                        | Alto Tâmega                  | Vila Real        | Cascata de Água Cai d`Alto                         | Cerva, Ribeira da Pena                                                | Sem dados | Alvão / Marão                     |        | [ 24 ] [ 38 ] [ 39 ]               |
| Norte                        | Alto Tâmega                  | Vila Real        | Cascata de Pincães                                 | Cabril, Montalegre 41° 42′ 58,7″ N, 8° 03′ 34,6″ O                    | Sem dados | PNPG                              |        | [ 25 ] [ 31 ] [ 40 ]               |
| Norte                        | Alto Tâmega                  | Vila Real        | Cascata de Pitões das Júnias                       | Pitões das Júnias, Montalegre 41° 49′ 42,4″ N, 7° 56′ 54,6″ O         | 30 m      | PNPG                              |        | [ 24 ] [ 41 ] [ 42 ] [ 43 ]        |
| Norte                        | Ave                          | Braga            | Cascata da Queimadela                              | Monte e Queimadela, Fafe 41° 30′ 11,977″ N, 8° 09′ 49,63″ O           | Sem dados | Nenhuma                           |        | [ 44 ]                             |
| Norte                        | Ave                          | Vila Real        | Cascata de Agarez                                  | Vila Marim, Vila Real                                                 | 8 m       | PNA                               |        | [ 45 ] [ 46 ]                      |
| Norte                        | Ave                          | Vila Real        | Cascata de Fisgas do Ermelo                        | Ermelo, Mondim de Basto 41° 22′ 42″ N, 7° 51′ 32″ O                   | Sem dados | PNA                               |        | [ 24 ] [ 29 ] [ 33 ]               |
| Norte                        | Terras de Trás os Montes     | Bragança         | Cascata da Faia da Água Alta (Cascata do Lamoso)   | Bemposta, Mogadouro 41° 18′ 23,2″ N, 6° 31′ 19,1″ O                   | 60 m      | PNDI                              |        | [ 24 ] [ 47 ] [ 48 ]               |
| Norte                        | Douro                        | Vila Real        | Cascata de Galegos da Serra                        | Vila Marim, Vila Real                                                 | Sem dados | PNA                               |        | [ 49 ]                             |
| Norte                        | Área Metropolitana do Porto  | Porto            | Quedas da Fervença                                 | Monte Córdova, Santo Tirso 41° 18′ 17,52″ N, 8° 27′ 01,2″ O           | Sem dados | Nenhuma                           |        | [ 50 ] [ 51 ]                      |
| Norte                        | Área Metropolitana do Porto  | Aveiro           | Cascata da Frecha da Mizarela                      | Albergaria da Serra, Arouca 40° 51′ 46″ N, 8° 16′ 59″ O               | 75 m      | Serras da Freita e Arada          |        | [ 24 ] [ 20 ] [ 52 ]               |
| Centro                       | Região de Aveiro             | Aveiro           | Cascata da Cabreia                                 | Silva Escura, Sever do Vouga 40° 45′ 09,59″ N, 8° 23′ 25,93″ O        | 25 m      | Nenhuma                           |        | [ 24 ] [ 29 ] [ 53 ]               |
| Centro                       | Região de Aveiro             | Aveiro           | Cascata da Fílveda (Cascata da Frágua da Pena)     | Dornelas, Sever do Vouga 40° 46′ 37,08″ N, 8° 24′ 07,24″ O            | >40 m     | Nenhuma                           |        | [ 54 ] [ 55 ]                      |
| Centro                       | Viseu Dão-Lafões             | Viseu            | Cascata da Pantanha                                | Canas de Senhorim, Nelas 40° 29′ 11,8″ N, 7° 51′ 56,9″ O              | Sem dados | Nenhuma                           |        | [ 56 ]                             |
| Centro                       | Viseu Dão-Lafões             | Viseu            | Cascatas do Poço Negro                             | Manhouce, São Pedro do Sul 40° 48′ 58,1″ N, 8° 13′ 41,3″ O            | 5 m       | Serras da Freita e Arada          |        | [ 52 ] [ 57 ] [ 58 ]               |
| Centro                       | Beiras e Serra da Estrela    | Guarda           | Cascata do Poço do Inferno                         | Serra da Estrela                                                      | 10 m      | PNSE                              |        | [ 59 ]                             |
| Centro                       | Região de Coimbra            | Viseu            | Quedas de Água das Paredes                         | Mortágua 40° 29′ 29,7″ N, 8° 17′ 37,6″ O                              | 30 m      | Nenhuma                           |        | [ 60 ] [ 61 ]                      |
| Centro                       | Região de Coimbra            | Coimbra          | Cascata da Fraga da Pena                           | Pardieiros, Arganil 40° 13′ 03,9″ N, 7° 56′ 07,1″ O                   | 20 m      | PPSA                              |        | [ 24 ] [ 29 ]                      |
| Centro                       | Região de Coimbra            | Coimbra          | Cascata da Pedra da Ferida                         | Serra do Espinhal, Penela 40° 01′ 10″ N, 8° 19′ 43″ O                 | 25 m      | Nenhuma                           |        | [ 62 ]                             |
| Centro                       | Região de Leiria             | Leiria           | Cascata da Fórnea                                  | Porto de Mós                                                          | Sem dados | PNSAC                             |        | [ 63 ] [ 64 ]                      |
| Centro                       | Médio Tejo                   | Castelo Branco   | Cascata do Penedo Furado                           | Milreu, Vila de Rei 39° 37′ 33,6″ N, 8° 09′ 43,3″ O                   | Sem dados | Nenhuma                           |        | [ 65 ] [ 66 ]                      |
| Centro                       | Lezíria do Tejo              | Santarém         | Cascata do Alviela (Cascata da Corredoura)         | Mouchão Parque, Pernes, Santarém 39° 23′ 15,9″ N, 8° 39′ 28,5″ O      | 14 m      | Nenhuma                           |        | [ 67 ] [ 68 ] [ 69 ]               |
| Área Metropolitana de Lisboa | Área Metropolitana de Lisboa | Lisboa           | Cascatas de Arruda dos Vinhos                      | Rio Grande da Pipa, Arruda dos Vinhos 39° 59′ 10,6″ N, 9° 04′ 23,3″ O | Sem dados | Nenhuma                           |        | [ 70 ]                             |
| Área Metropolitana de Lisboa | Área Metropolitana de Lisboa | Lisboa           | Cascata da Fervença (Cascata da Bajouca)           | Terrugem, Sintra 39° 50′ 24,2″ N, 9° 21′ 14,2″ O                      | Sem dados | Nenhuma                           |        | [ 71 ] [ 72 ]                      |
| Área Metropolitana de Lisboa | Área Metropolitana de Lisboa | Lisboa           | Cascata do Boição (Ribeira do Boição)              | Bucelas, Loures 38° 54′ 51,4″ N, 9° 07′ 15,4″ O                       | Sem dados | Nenhuma                           |        | [ 73 ]                             |
| Área Metropolitana de Lisboa | Área Metropolitana de Lisboa | Lisboa           | Cascata do Mourão (Cascata de Anços)               | Rio Mourão, Anços, Sintra 38° 52′ 32″ N, 9° 18′ 46,5″ O               | Sem dados | Nenhuma                           |        | [ 74 ] [ 75 ]                      |
| Alentejo                     | Alentejo Litoral             | Beja             | Cascata da Rocha de Água d’Alto                    | Vila Nova de Milfontes, Odemira 37° 45′ 12,1″ N, 8° 43′ 01,9″ O       | 30 m      | PNSACV                            |        | [ 76 ] [ 77 ]                      |
| Alentejo                     | Baixo Alentejo               | Beja             | Cascata do Pulo do Lobo                            | Rio Guadiana, Mértola 37° 48′ 14,83″ N, 7° 38′ 00,82″ O               | 16 m      | PNVG                              |        | [ 29 ]                             |
| Algarve                      | Algarve                      | Faro             | Cascata do Cadouço ou Cadoiço                      | São Clemente, Loulé 37° 08′ 05,6″ N, 8° 01′ 19″ O                     | 10 m      | Nenhuma                           |        | [ 78 ]                             |
| Algarve                      | Algarve                      | Faro             | Cascata do Pego do Inferno                         | Santo Estêvão, Tavira 37° 09′ 20,12″ N, 7° 41′ 46,75″ O               | 3 m       | Nenhuma                           |        | [ 29 ] [ 79 ]                      |
| Algarve                      | Algarve                      | Faro             | Cascata do Pomarinho                               | Santo Estêvão, Tavira                                                 | Sem dados | Nenhuma                           |        | [ 79 ] [ 80 ]                      |
| Algarve                      | Algarve                      | Faro             | Cascata da Torre                                   | Santo Estêvão, Tavira                                                 | Sem dados | Nenhuma                           |        | [ 79 ]                             |
| Algarve                      | Algarve                      | Faro             | Queda do Vigário                                   | Alte, Loulé 37° 13′ 54,5″ N, 8° 10′ 45,4″ O                           | 24 m      | Barrocal                          |        | [ 29 ] [ 81 ]                      |
| Algarve                      | Algarve                      | Faro             | Cascata do Olho de Paris                           | Alte, Loulé                                                           | Sem dados | Barrocal                          |        | [ 82 ] [ 81 ] [ 83 ]               |
| Algarve                      | Algarve                      | Faro             | Cascata de Penedos Altos                           | Querença, Loulé                                                       | Sem dados | Barrocal                          |        | [ 82 ] [ 81 ]                      |
| Algarve                      | Algarve                      | Faro             | Cascata da ribeira de Alface                       | Alte, Loulé                                                           | Sem dados | Barrocal                          |        | [ 82 ] [ 81 ]                      |

## Região Autónoma dos Açores
Nos Açores, os sítios protegidos encontram-se na Rede Regional de Áreas Protegidas dos Açores (RRAP), regulamentada pelo Decreto Legislativo Regional n.º 15/2012/A, e que inclui:
- Áreas da Rede Natura 2000 (3 sítios de importância comunitária, 23 zonas especiais de conservação e 15 zonas de proteção especial);[86]
- Sítios Ramsar (Zonas húmidas de importância internacional);[87]
- Áreas marinhas protegidas OSPAR;[88]
- Áreas protegida de importância regional ou local, IBA e RFR;[89]
- Parque Natural de Ilha;[nota 2]
- Parque Marinho dos Açores.[91][92][93]

| NUTS II | NUTS III | Ilha       | Nome                                                        | Localização                                             | Altura    | Área Protegida RRAP / Natura 2000 | Imagem            | Ref.                                   |
| ------- | -------- | ---------- | ----------------------------------------------------------- | ------------------------------------------------------- | --------- | --------------------------------- | ----------------- | -------------------------------------- |
| Açores  | Açores   | Flores     | Cascata do Poço do Bacalhau                                 | Fajã Grande, Lajes das Flores                           | 90 m      | PNIFLO                            |                   | [ 95 ] [ 96 ] [ 97 ]                   |
| Açores  | Açores   | Flores     | Cascata da Ribeira Grande                                   | Fajãzinha, Lajes das Flores                             | 300 m     | PNIFLO                            |                   | [ 24 ] [ 98 ]                          |
| Açores  | Açores   | São Jorge  | Cascata da Fajã de Santo Cristo                             | Ribeira Seca, Calheta                                   | Sem dados | PNSJ Costa NE e Ponta do Topo     |                   | [ 101 ] [ 99 ] [ 100 ] [ 102 ]         |
| Açores  | Açores   | São Miguel | Cascata da Ribeira Quente                                   | Ribeira Quente, Povoação 37° 44′ 43″ N, 25° 18′ 31,8″ O | 20-25 m   | Nenhuma                           |                   | [ 95 ] [ 103 ]                         |
| Açores  | Açores   | São Miguel | Cascata da Ribeira dos Caldeirões                           | Achada, Nordeste 37° 50′ 32,7″ N, 25° 16′ 03,1″ O       | 3-20 m    | PNRC                              |                   | [ 95 ] [ 104 ] [ 105 ] [ 106 ]         |
| Açores  | Açores   | São Miguel | Cascata do Salto da Farinha (Miradouro do Salto da Farinha) | Salga, Nordeste 37° 51′ 05,1″ N, 25° 17′ 39,7″ O        | 40 m      | PNRC                              |                   | [ 95 ] [ 107 ] [ 108 ]                 |
| Açores  | Açores   | São Miguel | Cascata do Cabrito (Salto do Cabrito)                       | Ponta Delgada 37° 47′ 46″ N, 25° 29′ 39,9″ O            | 40 m      | PNSM (MNCV)                       |                   | [ 95 ] [ 109 ] [ 110 ] [ 111 ] [ 112 ] |
| Açores  | Açores   | São Miguel | Cascata da Caldeira Velha                                   | Ribeira Grande                                          | Sem dados | PNSM (MNCV)                       |                   | [ 95 ] [ 111 ] [ 113 ]                 |
| Açores  | Açores   | São Miguel | Salto do Cagarrão                                           | Faial da Terra 37° 45′ 54,3″ N, 25° 11′ 24,9″ O         | 6 m       | Nenhuma                           | Salto do Cagarrão | [ 114 ] [ 115 ] [ 116 ]                |
| Açores  | Açores   | São Miguel | Salto do Prego                                              | Faial da Terra 37° 45′ 41,4″ N, 25° 11′ 47,6″ O         | 9 m       | Nenhuma                           |                   | [ 95 ] [ 117 ] [ 118 ] [ 119 ]         |
| Açores  | Açores   | São Miguel | Cascata da Ponta do Arnel (Salto do Andrea e Martin)        | Nordeste 37° 49′ 23,1″ N, 25° 08′ 13″ O                 | 80 m      | PNSM                              |                   | [ 123 ] [ 124 ]                        |

## Região Autónoma da Madeira
Na Madeira os sítios protegidos estão divididos em:
- Áreas da Rede Natura 2000 (8 sítios de importância comunitária, 11 zonas especiais de conservação e 5 zonas de proteção especial);
- Áreas de classificação regional (Parque Natural, Rede de Áreas Marinhas Protegidas, 4 Reservas Naturais[nota 6] e 2 Áreas Protegidas[nota 7]).

| NUTS II | NUTS III | Ilha            | Nome                                   | Localização                                                  | Altura    | Área Protegida WDPA / Natura 2000 | Imagem | Ref.                           |
| ------- | -------- | --------------- | -------------------------------------- | ------------------------------------------------------------ | --------- | --------------------------------- | ------ | ------------------------------ |
| Madeira | Madeira  | Ilha da Madeira | Cascata dos Anjos                      | Ponta do Sol 32° 41′ 11,7″ N, 17° 06′ 49,8″ O                | 90 m      | Nenhuma                           |        | [ 126 ]                        |
| Madeira | Madeira  | Ilha da Madeira | Cascata do Véu da Noiva                | Seixal, Porto Moniz 32° 48′ 54,5″ N, 17° 05′ 24,1″ O         | Sem dados | PNM (Laurissilva)                 |        | [ 24 ] [ 127 ] [ 128 ] [ 129 ] |
| Madeira | Madeira  | Ilha da Madeira | Cascata das Vinte e Cinco Fontes       | Rabaçal, Paul da Serra 32° 45′ 55,85″ N, 17° 07′ 31,76″ O    | 30 m      | PNM Maciço Montanhoso Central     |        | [ 130 ] [ 131 ]                |
| Madeira | Madeira  | Ilha da Madeira | Cascata da Levada Nova da Ponta do Sol | Horta Lombada, Ponta do Sol 32° 42′ 48,2″ N, 17° 05′ 02,2″ O | 8 m       | Nenhuma                           |        | [ 132 ]                        |
| Madeira | Madeira  | Ilha da Madeira | Cascata do Salto do Patagarro          | Tornos Altos, Funchal 32° 42′ 17,81″ N, 16° 55′ 15″ O        | Sem dados | PNM                               |        | [ 127 ] [ 133 ] [ 134 ]        |
| Madeira | Madeira  | Ilha da Madeira | Cascata da Água D’Alto                 | Corujeira de Cima, Santana 32° 46′ 41,7″ N, 16° 52′ 31,6″ O  | 100 m     | PNM                               |        | [ 127 ] [ 135 ] [ 136 ]        |